# Rather Be Dead E.P.
Rather Be Dead E.P. è il quarto EP del gruppo musicale svedese Refused, pubblicato nel 1996 dalla Startrec.

## Descrizione
Contiene l'omonimo brano originariamente pubblicato nel secondo album Songs to Fan the Flames of Discontent e quattro inediti, tra cui la reinterpretazione di Voodoo People dei The Prodigy.

## Tracce
Testi e musiche di Refused, eccetto dove indicato.
1. Rather Be Dead – 3:23
2. Jag äter inte mina vänner – 4:42 (Thomas Di Leva, Refused)
3. Circle Pit – 2:17
4. Lick It Clean – 3:01
5. Voodoo People – 3:01 (The Prodigy) – originariamente interpretata dai The Prodigy

## Formazione
Gruppo
- Jon Brännström – chitarra
- David Sandström – batteria
- Dennis Lyxzén – voce
- Magnus Höggren – basso
- Kristofer Steen – chitarra

Altri musicisti
- Magnus Björklund – basso
- Tomas Dileva – voce (traccia 2)

Produzione
- Pelle Gunnerfeldt – registrazione (eccetto traccia 2)
- Pelle Henricsson – registrazione (eccetto traccia 2)
- Eskil Lövström – registrazione (eccetto traccia 2)
- Tomas Skogsberg – registrazione (traccia 2)